# Село Белькачи
Село Белькачи — сельское поселение в Усть-Майском улусе Якутии Российской Федерации.
Административный центр — село Белькачи.

## История
Статус и границы сельского поселения установлены Законом Республики Саха (Якутия) от 30 ноября 2004 года N 173-З N 353-III «Об установлении границ и о наделении статусом городского и сельского поселений муниципальных образований Республики Саха (Якутия)».

## Население
| 2002 | 2011 | 2012 | 2013 | 2014 | 2015 | 2016 |
| ---- | ---- | ---- | ---- | ---- | ---- | ---- |
| 212  | ↘178 | ↗182 | ↘176 | ↘170 | ↗172 | ↗180 |
| 2017 | 2018 | 2019 | 2020 | 2021 |      |      |
| ↘178 | ↗182 | ↘177 | ↘175 | ↘171 |      |      |

## Состав сельского поселения
| № | Населённый пункт | Тип населённого пункта       | Население |
| - | ---------------- | ---------------------------- | --------- |
| 1 | Белькачи         | село, административный центр | ↘171      |

## Известные уроженцы и жители
Ехануров, Юрий Иванович - премьер-министр Украины 2005-2006 годы.